# 東奧爾德姆和薩德爾沃思 (英國國會選區)

選區在大曼徹斯特郡的位置

東奧爾德姆和薩德爾沃思 （英語：Oldham East and Saddleworth），英國國會一郡選區，位於大曼徹斯特郡東北部，包括奧爾德姆都市自治市東部九個地方選區。
自1997年創設至2010年的當區議員為工黨的菲爾·伍勒斯。在2010年大選中，他以31.9%選票，即103票之差連任成功。但他被指違反《1983年人民代表法》，當年11月5日被判當選無效，需要重選。